# Ryan Guzman
Ryan Guzman, né le 21 septembre 1987 à Abilene, dans le comté de Taylor, au Texas, est un acteur, mannequin et danseur américain.
Il se fait connaître par le rôle de Sean Asa dans les films Sexy Dance 4: Miami Heat et Sexy Dance 5: Live in Vegas.
Puis, il s'installe à la télévision en jouant dans les séries Pretty Little Liars (2013-2014), Heroes Reborn (2015-2016), Notorious (2016).
Depuis 2018, il est à l'affiche de la série 9-1-1 de Ryan Murphy.

## Biographie

### Jeunesse et formation
Il naît à Abilene au Texas, d'un père mexicain et d'une mère américaine d'origine anglaise, néerlandaise, allemande, française et suédoise. Il a un frère cadet, Steven.
Pendant son enfance, il déménage à Sacramento en Californie, la ville natale de sa mère.
Il est diplômé de la West Campus High School (en) en 2005 et a suivi une formation à Sierra College (en) par la suite.

### Carrière
En 2012, il participe à la publicité Candie's (en) avec Lea Michele. La même année, il joue le rôle de Sean dans le film de Scott Speer, Sexy Dance 4: Miami Heat aux côtés de Kathryn McCormick qui interprète Emily.
En 2013, il joue dans la saison 4 de Pretty Little Liars aux côtés de Lucy Hale, où il incarne le rôle de Jake.

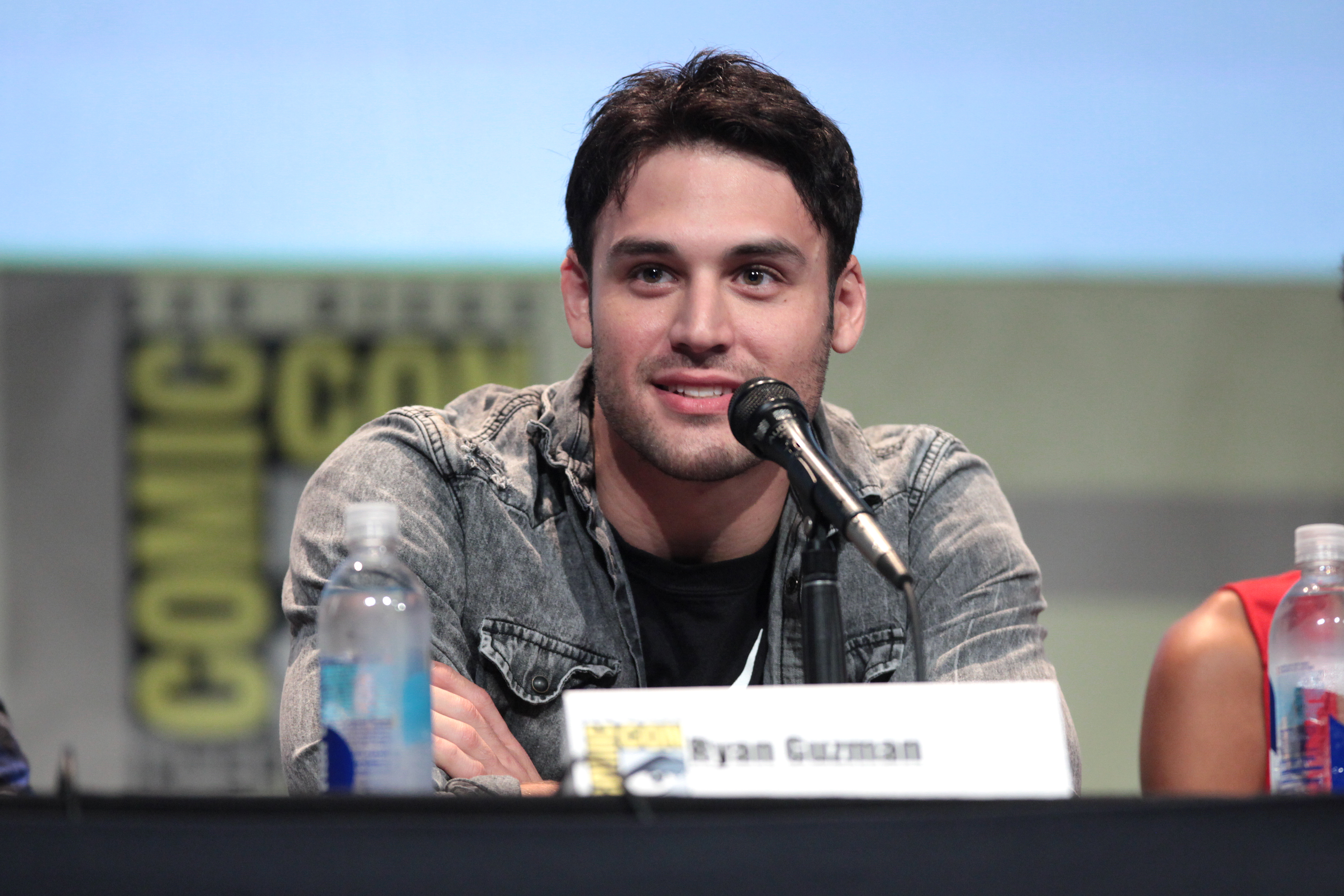
Ryan Guzman au Comic-Con de San Diego, en 2015, pour la promotion de la mini-série fantastique Heroes Reborn.

En 2015, il est en tête d'affiche avec Jennifer Lopez dans le thriller Un voisin trop parfait (The Boy Next Door), un film américain réalisé par Rob Cohen. Il est également de la distribution de That's What I'm Talking About, un film réalisé par Richard Linklater.
Il a tenu l'un des rôles principaux de la série Heroes Reborn de 2015-2016. Il joua aussi le rôle de Rio dans Jem et les Hologrammes réalisé par Jon Chu, la même année.
En 2018, il rejoint le casting principal de la série télévisée 9-1-1 créée par Ryan Murphy et Brad Falchuk dans le rôle de Eddie Diaz, lors de la deuxième saison. La série est diffusée depuis le 3 janvier 2018 sur la Fox,.

### Vie privée
Depuis 2016, il est en couple avec l’actrice et modèle de fitness brésilienne, Chrystiane Lopes. En septembre 2018, ils ont annoncé attendre leur premier enfant. Le 24 janvier 2019, le couple accueille leur premier enfant, un petit garçon qu’ils nomment Mateo Lopes Guzman. En 2019, le couple annonce leur fiançailles via Instagram. En 2021, il devient père pour la deuxième fois d'une petite fille nommée Genevieve Valentina Guzman. Ils se sont séparés en 2023.

## Filmographie

### Cinéma

#### Longs métrages
- 2012 : Sexy Dance 4: Miami Heat (Step Up Revolution) de Scott Speer : Sean Asa
- 2014 : There's Always Woodstock (en) de Rita Merson : Dylan
- 2014 : April Rain de Luciano Saber : Alex Stone
- 2014 : Sexy Dance 5: All in Vegas (Step Up: All In) de Trish Sie : Sean Asa
- 2015 : Un voisin trop parfait (The Boy Next Door) de Rob Cohen : Noah Sandborn
- 2015 : Jem et les Hologrammes (Jem and the Holograms) de Jon Chu : Rio
- 2016 : Everybody Wants Some!! de Richard Linklater : Roper
- 2017 : Armed de Mario Van Peebles : Jonesie
- 2018 : Shéhérazade: Au-delà du paradis (Beyond Paradise) de J.J. Alani : Sébastian[12]
- 2018 : Papi chulo de John Butler : Rodrigo
- 2018 : Armed de Mario Van Peebles : Jonesie
- 2018 : Backtrace de Brian A. Miller : Lucas
- 2019 : Windows on the world de Michael D. Olmos : Fernando
- 2019 : The Cleansing Hour : Max

### Télévision

#### Séries télévisées
- 2012 : Cameras : Ryan (1 épisode)
- 2013-2014 : Pretty Little Liars : Jake (saison 4, 9 épisodes)
- 2015-2016 : Heroes Reborn : Carlos Gutierrez (mini-série - rôle principal, 13 épisodes)
- 2016 : Notorious : Rian Mills (rôle principal - 10 épisodes)
- depuis 2018 : 9-1-1 : Edmundo « Eddie » Diaz (rôle principal depuis la saison 2)
- 2020 : 9-1-1 : Lone Star : Edmundo « Eddie » Diaz (saison 2, épisode 3)

#### Téléfilm
- 2013 : Ladies' Man: A MADE Movie de Ryan Shiraki : Brett

### Clip vidéo
- 2016 : #WHERESTHELOVE de The Black Eyed Peas

## Distinctions
Sauf indication contraire, les informations mentionnées dans cette section peuvent être confirmées par la base de données cinématographiques IMDb,  présente dans la section « Liens externes ».
| Année | Prix                            | Catégorie                      | Nomination                      | Résultat   |
| ----- | ------------------------------- | ------------------------------ | ------------------------------- | ---------- |
| 2016  | 31e cérémonie des Imagen Awards | Meilleur acteur - Long métrage | Shéhérazade: Au-delà du paradis | Nomination |